# Falsificación del conocimiento
En las ciencias sociales, la falsificación del conocimiento es la tergiversación deliberada de lo que uno sabe bajo las presiones sociales percibidas. El término fue introducido por el politólogo turco-estadunidense Timur Kuran en su libro Private Truths, Public Lies: The Social Consequences of Preference Falsification, publicado en 1995.

## Motivación
De acuerdo con el análisis original de Kuran acerca de la falsificación de preferencias, la falsificación del conocimiento generalmente se lleva a cabo para señalar y amparar una preferencia pública que difiere de la preferencia privada de uno, en otras palabras, ella sirve para apoyar la falsificación de preferencias. La tergiversación exitosa de las preferencias privadas de uno requiere ocultar el conocimiento y mismo los factos en el que ellas se basan. Por consiguiente, las personas se profundizan en la falsificación de preferencias, o la refuerzan, tergiversando su conjunto de información, interpretaciones, y comprensión.
Tal tergiversación de conocimiento es una respuesta a las presiones sociales, económicas y políticas percibidas por el agente. Estas presiones percibidas pueden mismo ser en parte, si no totalmente, imaginarias. Tales presiones pueden tener raíces en los controles de expresión impuestos por un estado y aplicados a través de castigos impuestos e iniciados por el gobierno. No obstante, al igual que con la falsificación de preferencias, la falsificación del conocimiento no tiene motivos para ser una respuesta únicamente, ni siquiera principalmente, a las presiones del Estado o de alguna otra entidad política organizada. El origen de presiones son en parte, por ejemplo, individuos que buscan mostrar conformidad con una agenda que parece políticamente popular. En cualquier contexto y varias situaciones específicas, la falsificación del conocimiento puede terminar abruptamente, a través de un cambio de retroalimentación autorreforzada en la opinión pública.

## Efectos sociales
Entre los efectos de la falsificación del conocimiento está la distorsión, corrupción y empobrecimiento del conocimiento en el dominio público y en la sociedad. A la sociedad como un todo se le niega la exposición a lo que se cree que sea verdad y, en cambio, se la expone a información que sus portadores consideran como siendo falsa. Otra consecuencia es la ignorancia generalizada sobre las fallas de las políticas públicas y, asimismo, sobre las posibles ventajas y desventajas de las reformas. La falsificación del conocimiento también puede traer estrechez intelectual y osificación del proceso de creación de conocimientos, perjudicando, de esta manera, la innovación. Otro posible efecto es la persistencia de políticas, costumbres, normas, modas e instituciones que son muy impopulares.
Según Learry Gagné, la falsificación del conocimiento no solo trae desinformación al colectivo sobre la realidad social, sino que también conduce a un autoengaño generalizado a nivel poblacional. Debido a que las personas subestiman sistemáticamente a las motivaciones de los demás para mantener el conocimiento privado fuera del dominio público, les resulta fácil aceptar creencias que parezcan suficientemente generalizadas. Al reforzar mutuamente los incentivos de los demás para falsificar el conocimiento, los miembros de una comunidad también contribuyen para impedir que los demás tomen conciencia de los mecanismos a través de los cuales se inducen al autoengaño.
En análisis de las ineficiencias de la falsificación de conocimiento, Cass Sunstein argumenta que las sociedades se benefician de las instituciones destinadas a minimizarla. Sunstein observa: «La falsificación del conocimiento, iniciada por la inclinación humana natural a deferir a la multitud, puede crear serios problemas para la misma multitud. Si los miembros de ese colectivo no revelan lo que saben, los errores e incluso los desastres son inevitables». Sobre esa base, él argumenta que los líderes, las legislaturas, las corporaciones, las escuelas y los comités deberían promover deliberadamente su propia exposición a los discursos disidentes. Los tribunales funcionarían mejor, Sunstein muestra, cuando sus órganos de toma de decisiones incluyeran personas que aportan a las evaluaciones información diversa, puntos de vista fuera del consensus, e, de la misma manera, diferentes interpretaciones de los factos.
Teniendo como base las ideas de Sunstein, Graham McDonough argumenta que la falsificación del conocimiento puede perjudicar a un objetivo central de la educación moral: hacer los juicios personales necesarios para mantener las relaciones personales. La falsificación del conocimiento puede hacerlo perjudicando y impidiendo la comunicación de diferencias razonables entre las personas y, en el proceso, causando la limitación de la diversidad epistemológica. Ventilar diferencias en los entendimientos facilita la construcción de pautas morales política, ética y epistémicamente satisfactorias.
En cualquier tema imaginable, la prevalencia de la falsificación del conocimiento puede variar sistemáticamente entre los grupos demográficos que difieren en las presiones sociales, culturales y políticas aguantadas y sostenidas por cada uno de ellos. Los miembros de cualquier grupo demográfico pueden diferir en el conocimiento que transmiten a los demás, según la audiencia. Sobre este tema, Kuran y Edward McCaffery muestran que las percepciones de discriminación reportadas públicamente varian de manera sistemática de acuerdo con el modo de encuesta. En asuntos controvertidos de discriminación, los estadounidenses parecen más dispuestos a revelar el conocimiento pertinente en línea que fuera de línea.

## Minimización de la falsificación del conocimiento
El análisis de Timur Kuran y Cass Sunstein hace eco de las opiniones de Friedrich Hayek sobre las ventajas de las formas democráticas de gobierno: «La democracia es, ante todo, un proceso de formación de opinión”, escribió Hayek, y “es en sus aspectos dinámicos, más que estáticos, donde se demuestra el valor de la democracia». Desarrollando las consecuencias de esta afirmación afirmación de Hayek, Michael Wohlgemuth argumenta que las constituciones democráticas limitan el alcance tanto de la falsificación de preferencias como de la falsificación del conocimiento (él acuña el término ‘falsificación de opiniones’ como un concepto agregado que incluye tanto la falsificación del conocimiento como la de preferencias). Siguiendo su línea de pensamiento, se puede decir que las constituciones democráticas facilitan, por un lado, la filtración del conocimiento y preferencias públicos artificiales para fuera de los discursos públicos corrientes y, por el otro, el descubrimiento de conocimientos y preferencias que los individuos antes eligieran mantener estrictamente privados.
Una tradición intelectual que se remonta al menos desde John Stuart Mill afirma que la deliberación social significativa requiere la libertad de expresar pensamientos y buscar el conocimiento dondequiera que él conduzca. Basándose en esa tradición, Russell Blackford afirma que las sociedades necesitan defensas institucionales no solamente contra los esfuerzos gubernamentales por controlar el conocimiento, sino también contra las presiones conformistas que causen e induzcan a la falsificación del conocimiento. Esta última categoría de instituciones debería incluir normas que mejoren el estatus social de personas como (por ejemplo) herejes, excéntricos, artistas y comediantes por el enriquecimiento que aportan al acervo de conocimiento público. La celebración de la difusión conocimientos controvertidos debería limitarse, sostiene Blackford, solo en casos de discurso de odio deshumanizante. Esta excepción tiene interacciones inevitables con múltiples principios ampliamente aceptados, por lo que debe manejarse de manera casuística, y siempre con la atención y objetivo de proteger los incentivos para divulgar el conocimiento útil para la colectividad.